# Kanton Épinal-2
Épinal-2 is een kanton van het departement Vogezen in de Franse regio Grand Est. Het kanton maakt deel uit van het arrondissement Épinal.
Bij toepassing van het decreet van 27 februari 2014 werd het kanton op 22 maart 2015 gevormd en de toen bestaande kantons van Épinal opgeheven. Op de gemeenten Arches en Dinozé na, die werden opgenomen in het kanton Épinal-1, werd het kanton Épinal-Est omgevormd tot het nieuwe kanton Épinal-2.

## Gemeenten
Het kanton Épinal-2 omvat de volgende gemeenten:
- Archettes
- La Baffe
- Deyvillers
- Dignonville
- Dogneville
- Épinal (deels, hoofdplaats)
- Jeuxey
- Longchamp
- Vaudéville